# Миргород
Миргород (на украински: Миргород) е град в Полтавска област на Украйна. Той е административен център на Миргородски район. До 2020 г. той е град на регионално подчинение.
През града минават автомобилните пътища Т-1710, Т-1715, Т-1719 и Р-42, както и железен път, имащ гара Миргород.
Селището възниква в средата на XVI век.
През 1575 г. Миргород става град.

## Забележителност
- Курортна зона на Миргород
- Фонтан в центъра на града
- Църквата „Успение на Пресвета Богородица“
- Параклис на „Пантелеймон Целителя“ на территорията санаториума „Гогол“
- Дом на културата
- Църквата „Йоан Богослов“
- Паметник на Гогол в санаториума „Гогол“
- Знаменитото Миргородско езерце
- Миргородски керамически техникум
- Мемориален музей на грузинския поет Давид Георгиевич Гурамишвили
- Здание на дворянското събрание
- Здание на градската управа (общината)
- Брезова горичка
- Железопътната гара
- Паметник на Гогол

## Побратимени градове
- Горна-Оряховица, България[6]
- Йекабпилс, Латвия[6]
- Згожелец, Полша[6]
- Барби, Германия[6]
- Маарду, Естония[6]
- Звягел, Украйна[6]
- Мцхета, Грузия[6]
- Хмелник, Украйна[6]
- Обухов, Украйна[6]
- Аникщяй, Литва[6]
- Лангенлонсхайм–Щромберг, Германия[6]